# إيوان سبارك
إيوان سبارك (بالإنجليزية: Euan Spark)‏ هو لاعب كرة قدم بريطاني في مركز الدفاع، ولد في 29 نوفمبر 1996 في دندي في المملكة المتحدة. لعب مع دندي يونايتد.

## وصلات خارجية
- إيوان سبارك على موقع قاعدة بيانات كرة القدم.إي يو (الإنجليزية)
- إيوان سبارك على موقع Soccerbase.com (لاعب) (الإنجليزية)
- إيوان سبارك على موقع Soccerway.com (الإنجليزية)